# Ак-Монайський перешийок
45°12′36″ пн. ш. 35°31′34″ сх. д. / 45.21000° пн. ш. 35.52611° сх. д.

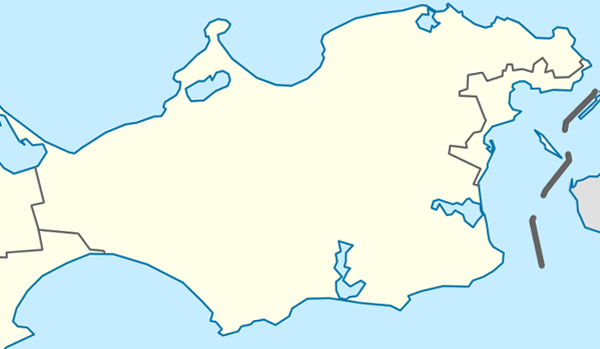
Карта Керченського півострова, Ак-Монайський перешийок зліва

Ак-Мона́йський перешийок (Парпа́цький перешийок, рос. Ак-Монайский перешеек, крим. Aq Manay boynu, Акъ Манай бойну) — перешийок, що з'єднує Керченський півострів з основною частиною Криму. Розділяє Азовське море (затока Сиваш і Арабатська затока, розташовані в південно-західній частині моря) та Чорне море (Феодосійська затока, розташована в північній частині моря).
Довжина перешийка — близько 15 км. Ширина — 17 км в найвужчому місці.
Назви перешийка дані по селах, які знаходяться на перешийку: Ак-Монай і Парпач (нині Кам'янське та Ячмінне відповідно).
У північній частині перешийка від нього починається коса Арабатська стрілка. На перешийку розташовані Фронтове водосховище та озеро Камишинський Луг.
На Ак-Монайському перешийку знаходяться села Кам'янське, Львове, Петрове, Семисотка,  Фронтове, Ячмінне Ленінського району та селище міського типу Приморський, що відноситься до Феодосійській міськради.
Ак-Монайський перешийок був заселений вже в I — III століттях. По ньому проходила західна межа Боспорського царства. На його території був організований оборонний Ак-Монайських (Парпачський) вал. Під час Громадянської та німецько-радянської воєн Ак-Монайський перешийок ставав місцем активних бойових дій. На перешийку знаходиться кілька братських могил.
По перешийку прокладені автодорога М17, залізниця, лінії електропередачі, що зв'язують Керченський півострів з основною частиною Криму. Також по перешийку проходить Північно-Кримський канал.